# Isaac Hayden
Isaac Hayden (Chelmsford, Inglaterra, Reino Unido, 22 de marzo de 1995) es un futbolista jamaicano que juega como centrocampista y se encuentra sin equipo tras abandonar el Newcastle United F. C.

## Selección nacional
Tras haber sido internacional con Inglaterra en categorías inferiores, en marzo de 2021 expresó su deseo de representar en categoría absoluta a Jamaica, país al que podía representar debido a los orígenes de su madre. Finalmente debutó con la selección jamaicana el 14 de noviembre de 2024 en un encuentro de la Liga de Naciones de la Concacaf 2024-25 ante Estados Unidos que perdieron por la mínima.

## Clubes
| Club                               | País       | Año       |
| ---------------------------------- | ---------- | --------- |
| Arsenal F. C.                      | Inglaterra | 2014-2016 |
| Hull City A. F. C. (cedido)        | Inglaterra | 2015-2016 |
| Newcastle United F. C.             | Inglaterra | 2016-2025 |
| Norwich City F. C. (cedido)        | Inglaterra | 2022-2023 |
| Standard de Lieja (cedido)         | Bélgica    | 2023-2024 |
| Queens Park Rangers F. C. (cedido) | Inglaterra | 2024      |
| Portsmouth F. C. (cedido)          | Inglaterra | 2025      |